# June Travis
Pour les articles homonymes, voir Travis.
June Travis est une actrice américaine, de son vrai nom June Dorothea Grabiner, née le 7 août 1914 à Chicago (Illinois), ville où elle est morte le 14 avril 2008.

## Biographie
Sous contrat à la Warner Bros. en 1935, June Travis (pseudonyme) débute au cinéma dans Bureau des épaves de Frank Borzage, avec Kay Francis et George Brent, sorti en 1935. Jusqu'en 1938, elle apparaît dans trente autres films américains (majoritairement produits par la Warner). Un de ses films les plus connus de cette période est Brumes d'Howard Hawks (1936, avec Pat O'Brien et James Cagney).
Puis elle se retire quasiment, se consacrant à sa famille et ne revenant à l'écran que pour deux autres films, La Star de Stuart Heisler (1952, avec Bette Davis et Sterling Hayden), et enfin Monster A Go-Go d'Herschell Gordon Lewis et Bill Rebane (1965).

## Filmographie partielle
- 1935 : Bureau des épaves (Stranded) de Frank Borzage
- 1935 : Dr. Socrates (en) de William Dieterle
- 1935 : Le Gondolier de Broadway (Broadway Gondolier) de Lloyd Bacon
- 1936 : The Case of the Black Cat (en) de William C. McGann et Alan Crosland
- 1936 : Brumes (Ceiling Zero) d'Howard Hawks
- 1936 : Earthworm Tractors de Ray Enright
- 1936 : Bengal Tiger de Louis King
- 1937 : Join the Marines de Ralph Staub
- 1937 : 3 du trapèze (Circus Girl) de John H. Auer
- 1937 : Meurtre à la radio (Love Is on the Air) de Nick Grinde
- 1937 : Men in Exile de John Farrow
- 1938 : Over the Wall de Frank McDonald
- 1938 : Gangster d'occasion (Co Chase Yourself) d'Edward F. Cline
- 1938 : The Gladiator d'Edward Sedgwick
- 1938 : The Night Hawk de Sidney Salkow
- 1938 : Federal Man-Hunt de Nick Grinde
- 1952 : La Star (The Star) de Stuart Heisler
- 1965 : Monster A Go-Go d'Herschell Gordon Lewis et Bill Rebane

## Galerie photos

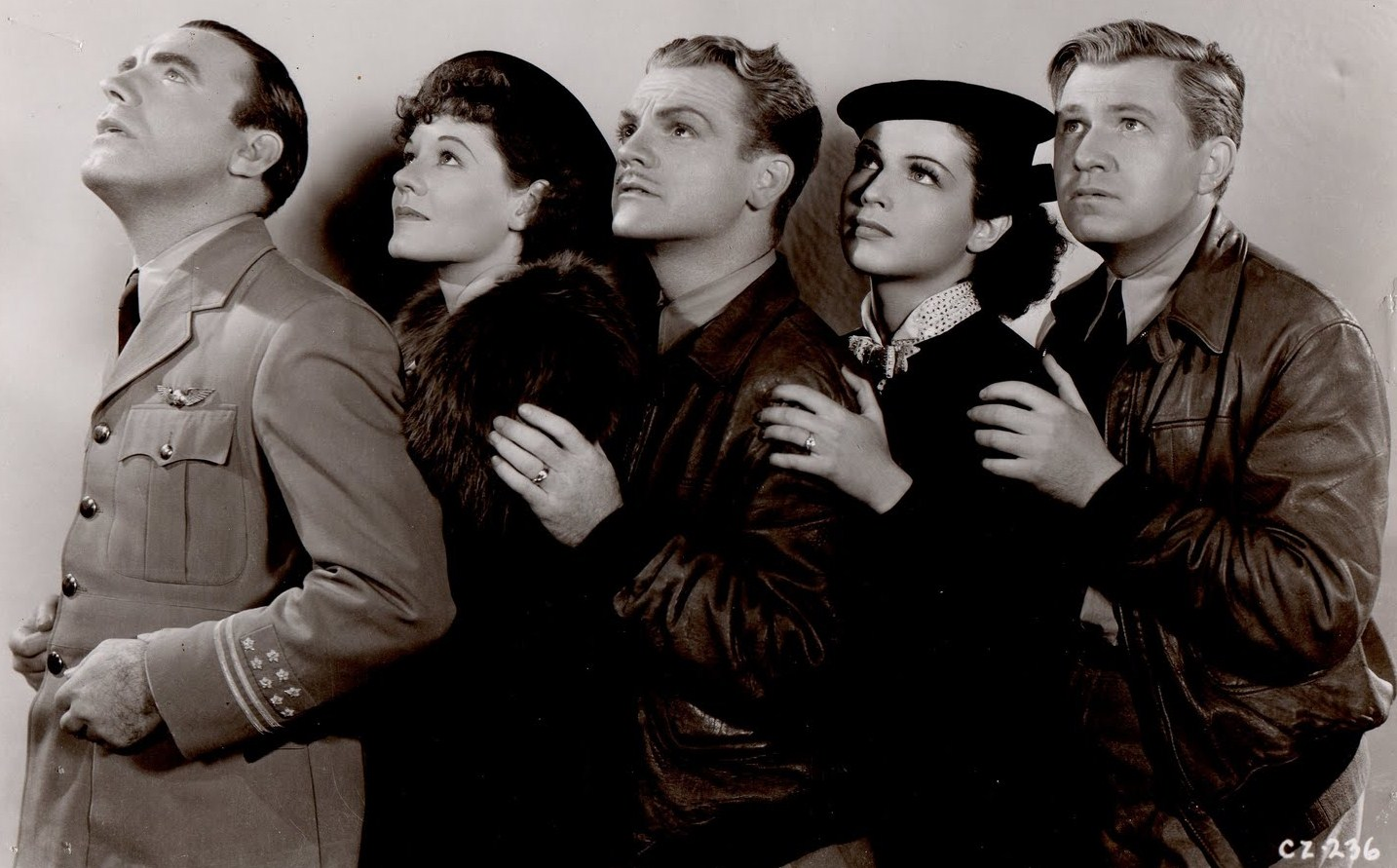
De g. à d. : Pat O'Brien, Martha Tibbetts, James Cagney, June Travis et Stuart Erwin, dans Brumes (1936, photo promotionnelle)
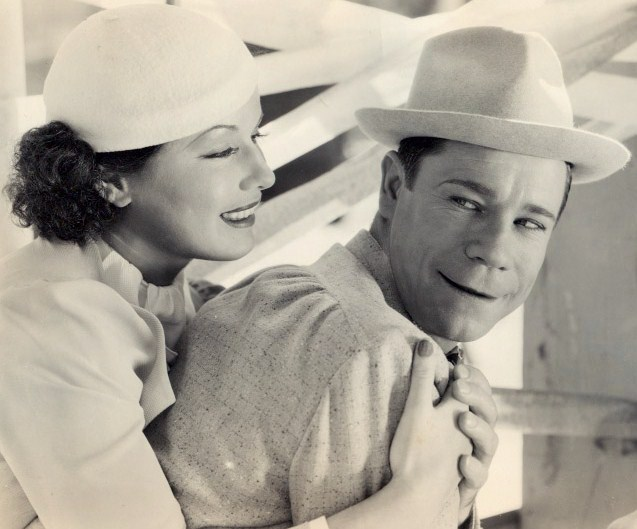
Avec Joe E. Brown, dans Earthworm Tractors (1936, photo promotionnelle)
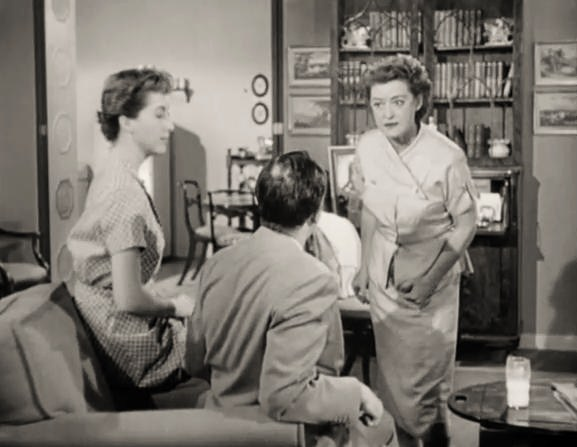
Avec Bette Davis (à d.) et Herb Vigran (de dos), dans La Star (1952)